# コーンウォリス男爵
コーンウォリス男爵（英: Baron Cornwallis）は、イギリスの男爵位。過去に二回創設されており、保守党の政治家だったファインズ・コーンウォリスが1927年に叙された第2期の連合王国貴族のコーンウォリス男爵位が現存している。1661年創設の第1期のイングランド貴族のコーンウォリス男爵位についてはコーンウォリス伯爵を参照。

## 歴史
第1期コーンウォリス男爵位を持つ最後の人物だった第5代コーンウォリス伯爵ジェイムズ・マン(1778-1852)の娘ジェマイマ・イザベラ・マン(Jemima Isabella Mann, -1836)の息子である陸軍少佐ファインズ・コーンウォリス(Fiennes Cornwallis, 1831-1867)の息子で保守党の庶民院議員を務めたファインズ・コーンウォリス(1864–1935)が1927年1月31日に連合王国貴族爵位ケント州におけるリントンのコーンウォリス男爵(Baron Cornwallis, of Linton in the County of Kent)に叙されて貴族院議員に列したのに始まる。以降彼の直系に継承されて2019年現在まで存続している。現在の当主は4代コーンウォリス男爵ファインズ・コーンウォリスである。

## コーンウォリス男爵 第1期　(1661年)
- コーンウォリス伯爵参照

## コーンウォリス男爵　第2期 (1927年)
- 初代コーンウォリス男爵ファインズ・スタンリー・ウィカム・コーンウォリス（英語版） (Fiennes Stanley Wykeham Cornwallis, 1864–1935)
- 2代コーンウォリス男爵ウィカム・スタンリー・コーンウォリス（英語版） (Wykeham Stanley Cornwallis, 1892–1982)
- 3代コーンウォリス男爵ファインズ・ニール・ウィカム・コーンウォリス（英語版） (Fiennes Neil Wykeham Cornwallis, 1921–2010)
- 4代コーンウォリス男爵ファインズ・ウィカム・ジェレミー・コーンウォリス (Fiennes Wykeham Jeremy Cornwallis, 1946-)
  - 法定推定相続人は現当主の長男ファインズ・アレグザンダー・ウィカム・マーティン・コーンウォリス閣下 (Hon Alexander Wykeham Martin Cornwallis, 1987-)